# Animate

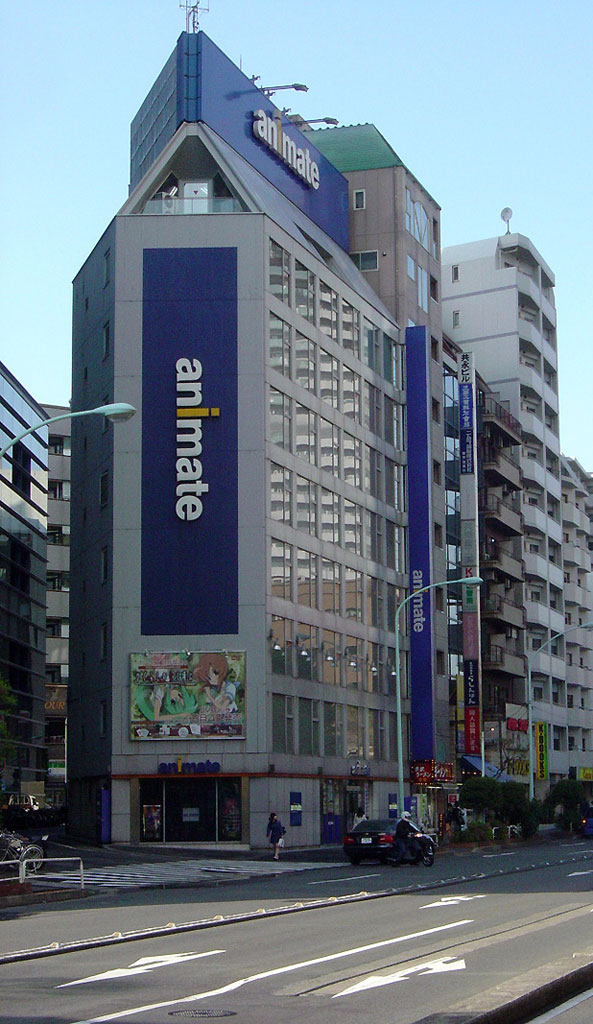
Cửa hàng chính của Animate ở Ikebukuro.

Animate Ltd. (株式会社アニメイト Kabushiki gaisha Animeito) là một chi nhánh bán lẻ của MOVIC và là nhà bán lẻ anime, game và manga lớn nhất Nhật Bản. Cửa hàng đầu tiên và cũng là trụ sở chính của Animate mở cửa vào năm 1983 ở Ikebukuro, một quận của Tokyo, Nhật Bản.

## Cửa hàng bán lẻ
Hiện nay có 117 cửa hàng của Animate trên toàn Nhật Bản, và hai cửa hàng ở Đài Loan (Đài Bắc và Đài Trung), một cửa hàng ở Hồng Kông, một cửa hàng ở Thái Lan.

### Cửa hàng trước đây
- Ga Sakaihigashi, Osaka
- Tây Môn Đinh, Đài Loan
- Los Angeles, California (đóng cửa năm 2003).[1]

## Công ty con
- animate film (アニメイトフィルム?)
- Libre Publishing (リブレ出版株式会社?): Ban đầu là một phần của BiBLOS Co.,Ltd (株式会社ビブロス?). Sau khi Biblos bị đóng cửa vào ngày 5 tháng 4 năm 2006 do sự phá sản dây chuyền bắt nguồn từ công ty mẹ Hekitensha (碧天舎?),[3] animate, MOVIC, Frontier Works Inc. đã tài trợ để công ty con này tiếp tục hoạt động. Ngày 1 tháng 5 năm 2006, công ty đổi tên thành Libre Publishing và trở thành doanh nghiệp con của animate Ltd.[4] Tuy nhiên, trên giấy tờ vẫn ghi ngày thành lập của Libre Publishing là 28 tháng 12 năm 2000, thời nó còn thuộc Hekitensha.

### Nhóm công ty
- Movic Co. Ltd. (株式会社ムービック?)
- Movic Promote Service (株式会社ムービックプロモートサービス?)
- Marine ENTERTAINMENT Inc. (株式会社マリン・エンタテインメント?)
- coade (株式会社コアデ?): Tên công ty bắt nguồn từ khẩu hiệu riêng của nó là 'Code Anime Design'.
- Frontier Works Inc. (株式会社フロンティアワークス?)
- ANIBRO Ltd. (株式会社アニブロ?): Ngày 23 tháng 1 năm 2008, công ty cạnh tranh với Animate, Broccoli, thông báo rằng họ đã hợp tác với Animate để lập nên một công ty mới là "AniBro", với Animate giữ 70% cổ phần và Broccoli nắm 30% còn lại. Giám đốc công ty này trên danh nghĩa cũng là CEO của Animate. AniBro có kế hoạch mở rộng bằng cách cho thương hiệu của mình lan tỏa đến nhiều nơi hơn ở Nhật Bản.[5]
- SHOSEN (株式会社書泉?): Trở thành một phần của animate Ltd. vào ngày 29 tháng 6 năm 2011.[6]

## Tiếp thị
Anisawa Meito (兄沢 命斗) là linh vật đại diện của Animate, được gọi một cách trìu mến là Anime Tenchō (アニメ店長). Anh được mô tả là một nhân vật anime hoang dại với mái tóc tua tủa bù xù và cơ bắp cuồn cuộn, khoác đồng phục của Animate, sẽ dùng các biện pháp cực đoan để quảng cáo hàng hóa của công ty. Một OVA dựa trên nhân vật này đã được sản xuất và phát hành bởi Gainax vào năm 2002. Một OVA khác ra mắt năm 2010. Một dự án anime có sự kết hợp cả Meito lẫn các nhân vật của Touhou Project được ufotable sản xuất và công chiếu ngày 20 tháng 11 năm 2010 tại Animate Ichioshi Bishojo Anime Matsuri để kỷ niệm sinh nhật lần thứ 10 của linh vật Animate này. Meito cũng xuất hiện ngẫu nhiên trong một số sản phẩm truyền thông khác, chẳng hạn như bộ anime Lucky Star và các video game như Disgaea 4 và Katamari Damacy No-Vita. Meito được lồng tiếng bởi Seki Tomokazu trong những lần xuất hiện trên màn ảnh anime của anh, còn trong phiên bản lồng tiếng Anh của Lucky Star anh được Lex Lang thủ vai.